# Razvoj najboljeg rezultata u maratonu
Napomena: IAAF najbolji rezultat u maratonu vodi kao svjetski rekord tek od 1. siječnja 2004. godine.
| Vrijeme   | Atletičar                            | Mjesto                    | Datum                |
| 2:55:18.4 | John Hayes (SAD)                     | Shepherd's Bush, Engleska | 24. srpnja, 1908.    |
| 2:52:45.4 | Robert Fowler (SAD)                  | Yonkers, SAD              | 1. siječnja, 1909.   |
| 2:46:52.6 | James Clark (SAD)                    | New York, SAD             | 12. veljače, 1909.   |
| 2:46:04.6 | Albert Raines (SAD)                  | New York, SAD             | 8. svibnja, 1909.    |
| 2:42:31   | Frederick Barrett (Velika Britanija) | Shepherd's Bush, Engleska | 12. veljače, 1909.   |
| 2:38:16.2 | Harry Green (Velika Britanija)       | Shepherd's Bush, Engleska | 12. svibnja, 1913.   |
| 2:36:06.6 | Alexis Ahlgren (Švedska)             | Shepherd's Bush, Engleska | 31. svibnja, 1913.   |
| 2:32:35:8 | Hannes Kolehmainen (Finska)          | Antwerpen, Belgija        | 20. kolovoza, 1920.  |
| 2:29:01.8 | Albert Michelsen (SAD)               | Port Chester, SAD         | 13. listopada, 1925. |
| 2:27:49   | Fusashige Suzuki (Japan)             | Tokio, Japan              | 31. ožujka, 1935.    |
| 2:26:44   | Yasuo Ikenaka (Japan)                | Tokio, Japan              | 3. travnja, 1935.    |
| 2:26:42   | Sohn Kee-chung (Koreja)              | Tokio, Japan              | 3. studenog, 1935.   |
| 2:25:39   | Yon Bok Suh (Koreja)                 | Boston, SAD               | 19. travnja, 1947.   |
| 2:20:42.2 | James Peters (Velika Britanija)      | Chiswick, Engleska        | 14. srpnja, 1952.    |
| 2:18:40.2 | James Peters (Velika Britanija)      | Chiswick, Engleska        | 13. srpnja, 1953.    |
| 2:18:34.8 | James Peters (Velika Britanija)      | Turku, Finska             | 4. listopada, 1953.  |
| 2:17:39.4 | James Peters (Velika Britanija)      | Chiswick, Engleska        | 26. srpnja, 1954.    |
| 2:15:17   | Sergey Popov (SSSR)                  | Stockholm, Švedska        | 24. kolovoza, 1958.  |
| 2:15:16.2 | Abebe Bikila (Etiopija)              | Rim, Italija              | 10. rujna, 1960.     |
| 2:15:15.8 | Toru Terasawa (Japan)                | Beppu, Japan              | 17. veljače, 1963.   |
| 2:14:28   | Leonard Edelen (SAD)                 | Chiswick, Engleska        | 15. srpnja, 1963.    |
| 2:13:55.4 | Basil Heatley (Velika Britanija)     | Chiswick, Engleska        | 13. srpnja, 1964.    |
| 2:12:11   | Abebe Bikila (Etiopija)              | Tokio, Japan              | 21. listopada, 1964. |
| 2:12:00   | Morio Shigematsu (Japan)             | Shepherd's Bush, Engleska | 12. lipnja, 1965.    |
| 2:09:36   | Derek Clayton (Australija)           | Fukuoka, Japan            | 3. prosinca, 1967.   |
| 2:08:33   | Derek Clayton (Australija)           | Antwerpen, Belgija        | 3. svibnja, 1969.    |
| 2:08:18   | Robert de Castella (Australija)      | Fukuoka, Japan            | 6. prosinca, 1981.   |
| 2:08:05   | Steve Jones (Velika Britanija)       | Chicago, SAD              | 21. listopada, 1984. |
| 2:07:12   | Carlos Lopes (Portugal)              | Roterdam, Nizozemska      | 20. travnja, 1985.   |
| 2:06:50   | Belayneh Dinsamo (Etiopija)          | Roterdam, Nizozemska      | 17. travnja, 1988.   |
| 2:06:05   | Ronaldo da Costa (Brazil)            | Berlin, Njemačka          | 20. rujna, 1998.     |
| 2:05:42   | Khalid Khannouchi (Maroko)           | Chicago, SAD              | 24. listopada, 1999. |
| 2:05:38   | Khalid Khannouchi (SAD)              | London, Engleska          | 14. travnja, 2002.   |
| 2:04:55   | Paul Tergat (Kenija)                 | Berlin, Njemačka          | 28. rujna, 2003.     |
| 2:04:26   | Haile Gebrselassie (Etiopija)        | Berlin, Njemačka          | 30. rujna, 2007.     |
| 2:03:59   | Haile Gebrselassie (Etiopija)        | Berlin, Njemačka          | 28. rujna, 2008.     |
| 2:03:38   | Patrick Makau (Kenija)               | Berlin, Njemačka          | 25. rujna, 2011.     |
| 2:03:23   | Wilson Kipsang (Kenija)              | Berlin, Njemačka          | 29. rujna, 2013.     |
| 2:02:57   | Dennis Kimetto (Kenija)              | Berlin, Njemačka          | 28. rujna, 2014.     |

| Vrijeme   | Atletičarka                        | Mjesto                  | Datum                |
| 3:27:45   | Dale Greig (Velika Britanija)      | Ryde, Engleska          | 23. svibnja, 1964.   |
| 3:19:33   | Mildred Sampson (Novi Zeland)      | Auckland, Novi Zeland   | 21. srpnja, 1964.    |
| 3:15:22   | Maureen Wilton (Kanada)            | Toronto, Kanada         | 6. svibnja, 1967.    |
| 3:07:26   | Anni Pede-Erdkamp (DDR)            | Waidneil, Njemačka      | 16. rujna, 1967.     |
| 3:02:53   | Caroline Walker (SAD)              | Seaside, SAD            | 28. veljače, 1970.   |
| 3:01:42   | Elizabeth Bonner (SAD)             | Philadelphia, SAD       | 9. svibnja, 1971.    |
| 2:46:30   | Adrienne Beamses (Australija)      | Werribee, Australija    | 31. kolovoza, 1971.  |
| 2:46:24   | Chantal Langlace (Francuska)       | Neuf Brisach, Francuska | 27. listopada, 1974. |
| 2:43:54.5 | Jacqueline Hansen (SAD)            | Culver City, SAD        | 1. prosinca, 1974.   |
| 2:42:24   | Liane Winter (DDR)                 | Boston, SAD             | 21. travnja, 1975.   |
| 2:40:15.8 | Christa Vahlensieck (DDR)          | Dulmen, Njemačka        | 3. svibnja, 1975.    |
| 2:38:19   | Jacqueline Hansen (SAD)            | Eugene, SAD             | 12. listopada, 1975. |
| 2:35:15.4 | Chantal Langlace (Francuska)       | Oyarzun, Španjolska     | 1. svibnja, 1977.    |
| 2:34:47.5 | Christa Vahlensieck (SR Njemačka)  | Berlin, Njemačka        | 10. rujna, 1977.     |
| 2:32:29.9 | Grete Waitz (Norveška)             | New York, SAD           | 22. listopada, 1978. |
| 2:27:32.6 | Grete Waitz (Norveška)             | New York, SAD           | 21. listopada, 1979. |
| 2:25:41.3 | Grete Waitz (Norveška)             | New York, SAD           | 26. listopada, 1980. |
| 2:25:29   | Allison Roe (Novi Zeland)          | New York, SAD           | 25. listopada, 1981. |
| 2:22:43   | Joan Benoit (SAD)                  | Boston, SAD             | 18. travnja, 1983.   |
| 2:21:06   | Ingrid Kristiansen (Norveška)      | London, Engleska        | 21. travnja, 1985.   |
| 2:20:47   | Tegla Loroupe (Kenija)             | Roterdam, Nizozemska    | 19. travnja, 1998.   |
| 2:20:43   | Tegla Loroupe (Kenija)             | Berlin, Njemačka        | 26. rujna, 1999.     |
| 2:19:46   | Naoko Takahashi (Japan)            | Berlin, Njemačka        | 30. rujna, 2001.     |
| 2:18:47   | Catherine N'dereba (Kenija)        | Chicago, SAD            | 7. listopada, 2001.  |
| 2:17:18   | Paula Radcliffe (Velika Britanija) | Chicago, SAD            | 13. listopada, 2002. |
| 2:15:25   | Paula Radcliffe (Velika Britanija) | London, Engleska        | 13. travnja, 2003.   |

## Poveznice
- interactive graph on men's and women's marathon times plus race descriptions  Arhivirana inačica izvorne stranice od 6. listopada 2014. (Wayback Machine)